# Белуджский национализм
Белуджский национализм (перс. ملی‌گرایی بلوچی‎) представляет собой движение, которое утверждает, что белуджи — этно-лингвистические группы в основном в Пакистане, Иране и Афганистане — являются отдельной нацией. Движение придерживается мнения, что мусульмане — не нация (в противоположность концепции, способствовавшей созданию Пакистана) и этническая лояльность должна превзойти религиозную, хотя эта точка зрения была поставлена под сомнение так же, как в 1971 году о независимости Восточного Пакистана и дискриминации многих мухаджиров, столкнувшихся в Пакистане.

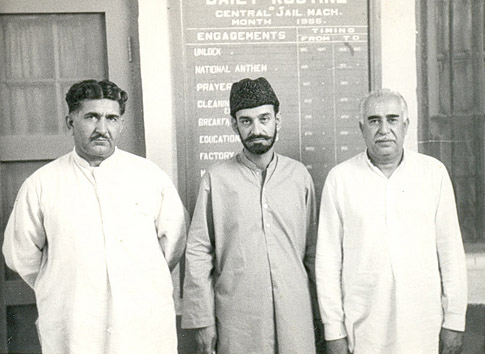
Известные лидеры Белуджистана Гаус Бахш Бизенджо, Атаулла Менгал и Гул Хан Насир

Группа американских конгрессменов выразили поддержку независимому Белуджистану, хотя официальная политика правительства США рассматривает регион как пакистанскую провинцию. В 2012 году Луи Гоумерт (конгрессмен от Техаса) заявил: Давайте поговорим о создании Белуджистана в южной части Пакистана.